# Districtul Heddada
Heddada este un district din provincia Souk Ahras, Algeria.